# Alseodaphnopsis hokouensis
Alseodaphnopsis hokouensis là loài thực vật có hoa trong họ Nguyệt quế. Loài này được Hsi-wen Li miêu tả khoa học đầu tiên năm 1979 dưới danh pháp  Alseodaphne hokouensis. Năm 2017, Hsi-wen Li và Jie Li chuyển nó sang chi Alseodaphnopsis.

## Môi trường sống và phân bố
Rừng lá rộng thường xanh ở cao độ đến 700 m. Đông nam tỉnh Vân Nam.

## Tên gọi
Tên gọi tại Trung Quốc là 河口油丹  (Hà Khẩu du đan, nghĩa là du đan Hà Khẩu).

## Mô tả
Cây gỗ. Cành con màu nâu khi khô, có sọc, nhẵn nhụi. Chồi đầu cành gần hình cầu, đường kính khoảng 2 mm; vảy chồi màu nâu, hình trứng rộng, đỉnh nhọn, nhẵn nhụi. Lá mọc so le; cuống lá 1,5–3 cm, lồi-lõm, nhẵn nhụi; phiến lá màu nâu phía xa trục khi khô, màu xanh lục-nâu ở mặt gần trục, hình elip đến thuôn dài, 10,5-17 × 4-6,5 cm, gần giống da, nhẵn cả hai mặt, gân giữa nhô cao mặt xa trục, chìm mặt gần trục, gân bên 9-13 đôi, hơi nhô cao ở cả hai mặt, xiên, mờ dần và nối với nhau ở gần mép lá, các gân ngang và gân con hình lưới dày đặc, dễ thấy ở cả hai mặt, gốc hình nêm rộng đến gần thuôn tròn, đỉnh nhọn ngắn đột ngột. Chùy hoa 10,5–15 cm, gắn vào phần dưới của cành non; cuống chùy hoa phân nhánh ở giữa hoặc phía trên, cuống hoa và trục nhánh nhẵn nhụi; lá bắc và lá bắc con thẳng, khoảng 1,5 mm, nhọn, có lông rung, chóng rụng. Cuống hoa 3–4 mm, hơi phình ở đỉnh, nhẵn nhụi. Hoa nhỏ, khoảng 2,5 mm. Ống bao hoa ngắn; các thùy bao hoa hình trứng, không đều, khoảng 2 × 1,5 mm, hơi nhọn, nhẵn nhụi mặt ngoài, mặt trong có lông măng màu xám, sớm rụng. Nhị sinh sản 9, nhỏ, khoảng 1,5 mm ở vòng 1 và 2, khoảng 1,7 mm ở vòng 3; chỉ nhị có lông nhung, khoảng 0,7 mm ở vòng 1 và 2, khoảng 1 mm ở vòng 3, mỗi chỉ nhị ở vòng 3 có 2 tuyến hình thận-hình cầu có cuống ở gốc, các chỉ nhị khác không có tuyến; bao phấn của vòng 1 và 2 hình thuôn dài, gần dài như chỉ nhị, với các ngăn hướng vào trong, bao phấn của vòng 3 hình chữ nhật, với các ngăn hướng ra ngoài. Bầu nhụy hình trứng, khoảng 1,5 mm, nhẵn nhụi, thuôn dần thành vòi nhụy dài khoảng 0,5 mm; đầu nhụy hình đĩa, hơi xẻ thùy. Quả không rõ. Ra hoa tháng 5.